# Borgarbyggð
Borgarbyggð (kiejtése: ˈpɔrkarˌpɪɣθ) önkormányzat Izland Nyugati régiójában.

## Létrejötte
Az önkormányzat 1994. június 11-én jött létre Borgarnesbær, Hraunhreppur, Norðurárdalshreppur és Stafholtstungnahreppur egyesülésével, majd 1998. június 7-én Álftaneshreppur, Borgarhreppur és Þverárhlíðarhreppur is beolvadt.
2005. április 23-án népszavazást tartottak Borgarfjarðarsveit, Hvítársíðuhreppur, Kolbeinsstaðahreppur és Skorradalshreppur beolvadásáról; utóbbi lakosai az egyesülést leszavazták, ezért június 4-én, majd 2014-ben újra voksoltak, azonban a javaslat a további alkalmakkor is elbukott.

## Oktatás
Az önkormányzat területén kettő általános iskola (utóbbi három telephellyel), egy középfokú intézmény, egy zeneiskola és kettő egyetem (Bifrösti Egyetem, valamint Izlandi Mezőgazdasági Egyetem) található.

## Fordítás
- Ez a szócikk részben vagy egészben  a   Borgarbyggð című izlandi Wikipédia-szócikk ezen változatának fordításán alapul.  Az eredeti cikk szerkesztőit annak laptörténete sorolja fel. Ez a jelzés csupán a megfogalmazás eredetét és a szerzői jogokat jelzi, nem szolgál a cikkben szereplő információk forrásmegjelöléseként.
- Ez a szócikk részben vagy egészben  a   Borgarbyggð című angol Wikipédia-szócikk ezen változatának fordításán alapul.  Az eredeti cikk szerkesztőit annak laptörténete sorolja fel. Ez a jelzés csupán a megfogalmazás eredetét és a szerzői jogokat jelzi, nem szolgál a cikkben szereplő információk forrásmegjelöléseként.